# شب‌زی حنایی
شب‌زی حنایی یا پوتوی حنایی (نام علمی: Phyllaemulor bracteatus) گونه‌ای از پرندگان خانواده Nyctibiidae است. این گونه تنها عضو از سردهٔ Phyllaemulor است که در برزیل، کلمبیا، اکوادور، گویان فرانسه، سورینام گویان، پرو و ونزوئلا یافت می‌شود.
شب‌زی حنایی تک‌نماد است.